# Samenwerkingsverband van Marokkaanse Nederlanders
Het Samenwerkingsverband van Marokkaanse Nederlanders (SMN) is een Nederlandse organisatie die de belangen van de Marokkaanse gemeenschap in Nederland behartigt. De organisatie werd in juni 2006 opgericht als het Samenwerkingsverband van Marokkanen in Nederland, maar wijzigde haar naam in maart 2009, om op die manier uitdrukking te geven aan het feit dat Marokkanen in Nederland in de eerste plaats burgers van Nederland zijn. De wortels van de organisatie gaan terug tot het Samenwerkingsverband van Marokkanen en Tunesiërs (SMT), dat in 1987 werd opgericht. SMN maakt deel uit van het Landelijk Overleg Minderheden.
Vanaf 2005 tot mei 2007 was Fouad Sidali voorzitter van het SMN. Hij vertrok naar het stadsdeel Bos en Lommer waar hij stadsdeelwethouder werd. 
Ex-voorzitter van het SMN is Farid Azarkan. Hij kondigde zijn vertrek aan op 29 juni 2016.  Hij werd in maart 2017 lid van de Tweede Kamer namens de partij DENK.
Huidige voorzitter is Bouchaib Saadane.